# Lothar von Wulffen
Max Johann Lothar von Wulffen (* 15. November 1873 in Pietzpuhl; † 1. Dezember 1945 in Mühlberg/Elbe) war ein deutscher Rittergutsbesitzer und Parlamentarier.

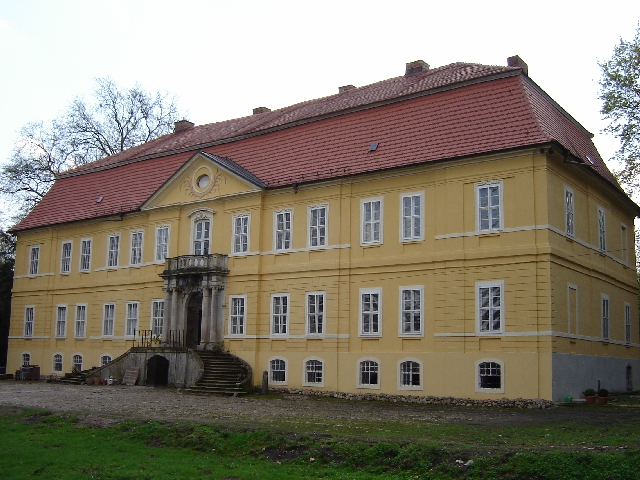
Schloss Pietzpuhl

## Leben
Lothar von Wulffen war ein Sohn des Majoratsherrn Odo von Wulffen (1829–1885) und der Anna, geborene von Thümen-Göbel (1839–1945?). Seine Schwester Armgard wurde die Ehefrau des Wilhelm von Hegel.
Nach dem Besuch des Gymnasiums in Quedlinburg studierte er Rechtswissenschaften an der Rheinischen Friedrich-Wilhelms-Universität. 1896 wurde er Mitglied des Corps Borussia Bonn, wie Rudolf von Hantelmann. Nach dem Studium wurde er Besitzer des Fideikommisses Pietzpuhl. Er war Amtsvorsteher und Mitglied des Kreistages. Er gehörte dem Bund der Landwirte an. In der Preußischen Armee wurde er Rittmeister der Reserve.
Von 1908 bis 1918 vertrat Wulffen als Abgeordneter den Wahlkreis Magdeburg 3 (Jerichow II, Jerichow I) im Preußischen Abgeordnetenhaus. Er gehörte der Fraktion der Konservativen Partei an.
Wulffen protestierte wegen Unregelmäßigkeiten bei der Stimmabgabe gegen die Ergebnisse der Stichwahl zur Reichstagswahl 1912.